# Немецкое военное кладбище (Духовщина)
Немецкое военное кладбище Духовщины расположено в Духовщинском городском поселении Смоленской области. Коллективное кладбище, на котором похоронены более 65 тысяч немецких солдат, погибших во время Великой Отечественной войны. Открылось в 2013 году. Самое крупное в России сборное кладбища германских солдат, павших во Вторую мировую войну.

## Описание
Последнее крупное немецкое военное кладбище, созданное Народным союзом Германии по уходу за военными захоронениями в России от имени ФРГ. Расположено недалеко от города Духовщина, примерно в 60 километрах к северо-востоку от областного центра Смоленска. Кладбище площадью 5 гектаров огорожено и благоустроено. Оно рассчитано на размещение до 70 тысяч захоронений. Конечной точкой главной оси является круглая мемориальная площадка, в центре которой установлен высокий крест. Имена погибших записаны на гранитных именных стелах. По всему кладбищу разбросаны символические группы крестов.

## История
Духовщина была оккупирована вермахтом 15 июля 1941 года. За время оккупации население района сократилось в четверо. Многие были угнаны на работу в Германию, в регионе имелось несколько концлагерей. Советские войска освободили город 19 сентября 1943 года. Место было разрушено во время боевых действий. В 2010 году Народный союз начал строительство кладбища. В том же году были похоронены останки 7000 погибших на войне. Летом 2013 года на первых стелах из натурального камня Народный союз выполнил надписи около 16 300 имен погибших, которые были идентифицированы к настоящему времени.
Против открытия кладбища выступала часть местных жителей, отмечавших, что в Смоленщине не захоронены останки тысяч советских солдат. Общественный дискуссии длились в течение трёх лет. Кладбище было открыто для посещения 3 августа 2013 года во время мемориального мероприятия. В открытии принимали участие офицеры Бундесвера и военные с российской стороны. Воинские похороны прошли без воинских почестей, поскольку солдаты Бундесвера не могут салютовать солдатам вермахта, особенно в России. Скромная литургия включала церковные, а не военные гимны. Делегация из Германии включала около 200 человек, в основном родственников погибших солдат и офицеров. На церемонии присутствовал министр обороны ФРГ Томас де Мезьер, выразивший благодарность жителям Духовщины за помощь в открытии кладбища. Российская делегация на мероприятии возглавлялась главком Сухопутных войск РФ Владимиром Чиркиным. 3 августа 2013 года в Духовщине перезахоронили полумиллионного солдата вермахта, останки которого были эксгумированы на территории бывшего СССР после 1992 года.
Похоронены погибшие в годы войны из Смоленской, Брянской и Калужской областей, в основном военнослужащие вермахта, умершие в период с 1941 по 1943 год или умершие в госпиталях. Мемориал советским воинам в центре города по размерам намного скромнее, чем немецкое кладбище.